# Jan Wesseling
Jan Wesseling (21 januari 1925 - 11 juni 1999) was een Nederlands illustrator en striptekenaar.
In 1956 werd hij onderdeel van het team van Marten Toonder. Hij werkte aan zowel de strip Tom Poes als aan Koning Hollewijn. Het meeste bekend werd hij door de strip Marion, die in De Telegraaf werd gepubliceerd tussen 1957 en 1961. Hij maakte ook de omslagillustraties voor bekende kinderboeken van uitgeverij Lemniscaat zoals Oorlogswinter en Oosterschelde; Windkracht 10 van Jan Terlouw, de Thule-reeks van Thea Beckman en Oorlog zonder vrienden van Evert Hartman. Verder maakte hij ook illustraties voor losse verhalen in het weekblad Donald Duck.
Midden jaren 1990 stopte Wesseling met tekenen.